# Mavis Staples

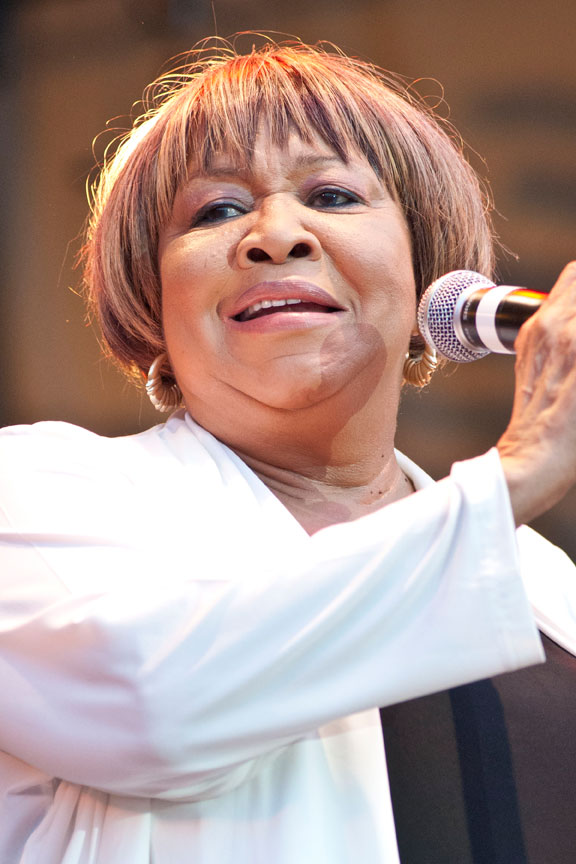
2012

Mavis Staples (Chicago, 1939. július 10. –), amerikai rhythm and blues, blues- és gospelénekesnő, színésznő, emberjogi aktivista. Tizennégy Grammy-díj jelölésből háromszor meg is kapta (2011, 2016, 2022).

## Pályafutása
Staples a Chicagóban, Illinois államban született. Pályafutását családi együttesében kezdte 1950-ben. Kezdetben templomokban énekelt és egy heti rádióműsorban szerepelt, és 1956-ban sikeres lett a Uncloudy Day című gospellel, amelyet azóta eltelt évek során többször is felvettek, közülük az egyik inspirációul szolgált Bob Dylannek is.
1951 óta először szerepel a gospelénekesnőként. Első sikereit a The Staple Singers énekegyüttes tagjaként érte el. 1969-ben indult el szólókarrierje, melynek során többek között Prince-szel is dolgozott. A Mavis Staples Live: Hope at the Hideout című albumát – amelyet a chicagói The Hideout klubban készítettek – jelölték a 2010-es Grammy-díjra a legjobb kortárs bluesalbum kategóriában.
Az 1960-as évek közepén Martin Luther King Jr. és Mavis Staples között szoros barátság jött létre és a The Staple Singers a polgárjogi mozgalom hangjává vált. Pozitív üzeneteik foglalták el a kortárs popslágereket, köztük Bob Dylan „A Hard Rain's a-Gonna Fall” (1962) című dalát és Stephen Stills „For What It's Worth” című számát.
2008-ban a Rolling Stone Magazine Mavis Staplest minden idők 100 legjobb énekese között az 56. helyre tette.

## Stúdióalbumok
- Mavis Staples (1969)
- Only for the Lonely (1970)
- Oh What a Feeling (1979)
- Time Waits for No One (1989)
- The Voice (1993)
- Spirituals & Gospel: Dedicated to Mahalia Jackson (km.: Lucky Peterson, 1996)
- Have a Little Faith (2004)
- We'll Never Turn Back (2007)
- You Are Not Alone (2010)
- One True Vine (2013)
- Livin' on a High Note (2016)
- If All I Was Was Black (2017)
- We Get By (2019)
- Carry Me Home (2022)

## Díjaiból
- 2016: Kennedy Center Honors
- 2007: Spirit of Americana (Free Speech Award)
- 2019: Spirit of Americana (Free Speech Award)

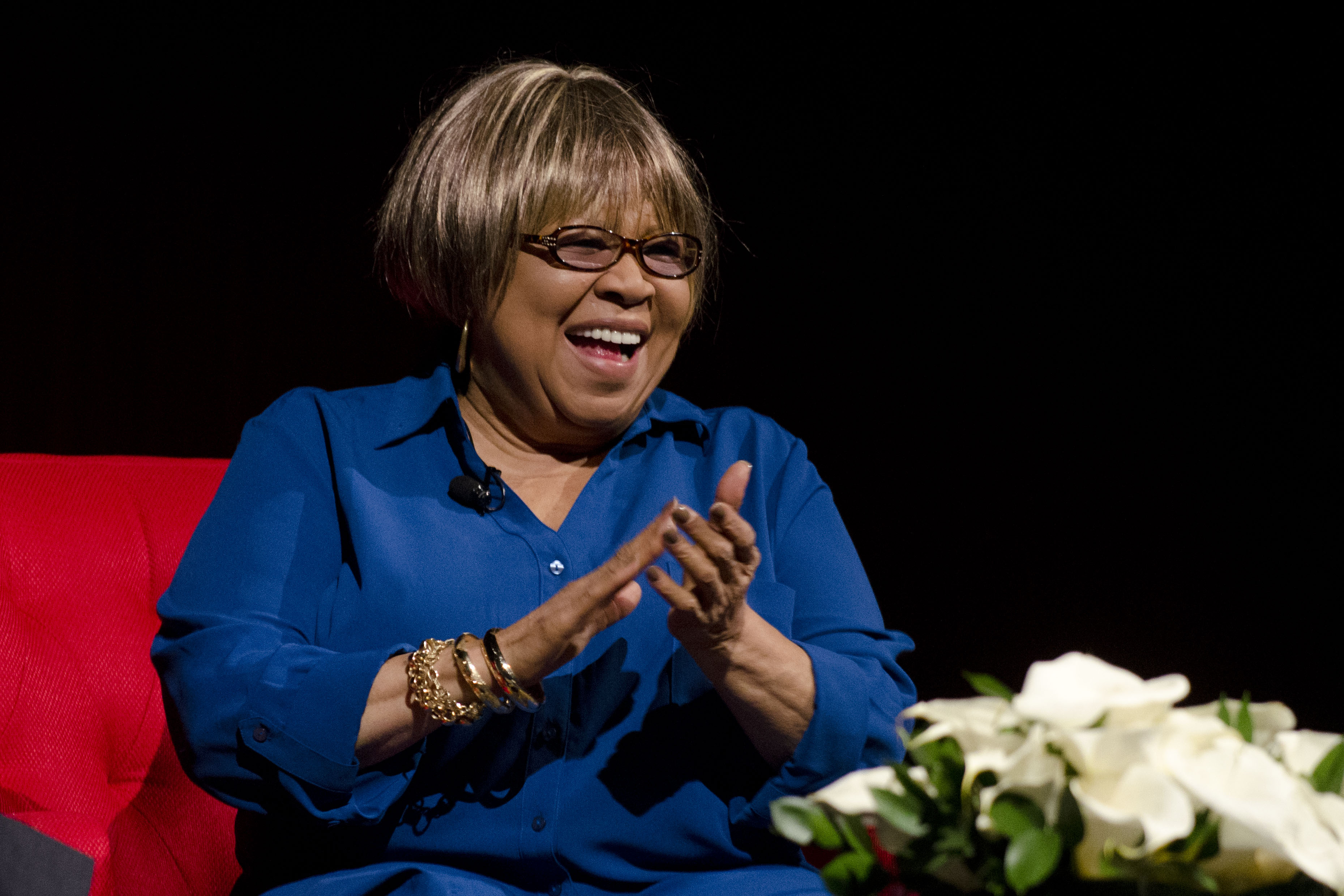
A Lyndon B. Johnson elnöki könyvtárban

- 1999: Rock and Roll Hall of Fame
- 2016: Kennedy Center Honors
- 2017: Blues Hall of Fame

## Filmek
Mavis Staples az IMDb-n